# Fran Rubel Kuzui
Fran Rubel Kuzui (...) è una regista, sceneggiatrice e produttrice cinematografica statunitense.

## Biografia
Ha conseguito una laurea all'Università di New York e per un decennio si è occupata di script; nel 1988 ha collaborato alla sceneggiatura e ha diretto il suo primo film, Tokyo Pop, che ha ricevuto ottime recensioni dalla critica per la figura della giovane statunitense che tenta di comprendere la cultura pop giapponese.
Quattro anni dopo, nel 1992, ha girato quello che di certo è il suo film più famoso, Buffy - L'Ammazza Vampiri, da cui poi fu tratta l'omonima serie tv. È stata lei a scoprire il testo scritto da uno sconosciuto sceneggiatore televisivo, Joss Whedon, e a trovare i finanziamenti per il film: una certa differenza di visioni tra lei e Whedon produsse alla fine un'opera su cui i critici si sono divisi.
Con suo marito Kaz Kuzui ha fondato la Kuzui Enterprises, che distribuisce le pellicole degli Stati Uniti nel Giappone ed importa le pellicole giapponesi per il mercato degli Stati Uniti. Oltre a possedere una parte dei diritti per il personaggio di Buffy Summers, la Kuzui Enterprises era anche produttrice esecutiva della serie televisiva e del relativo spin-off Angel.
Nel 2003 la sua casa di produzione ha prodotto il film cino-thailandese Last Life in the Universe.

## Filmografia

### Regista
- Tokyo Pop (1988)
- Buffy - L'Ammazza Vampiri (1992)

### Sceneggiatrice
- Tokyo Pop, regia di Fran Rubel Fukui (1988)

### Produttrice
- Orgazmo, regia di Trey Parker (1997)
- Telling Lies in America - Un mito da infrangere, regia di Guy Ferland (1997)